# Црква Светог Ђорђа у Горњем Селу
Црква Светог Ђорђа у Горњем Селу, месту у општини Призрен на Косову и Метохији, подигнута је током 16. века, представља непокретно културно добро као споменик културе од изузетног значаја.

## Историја и изглед
Обдарујући свој гробни манастир, цар Душан у Арханђелској повељи помиње међе Горњег Села, чиме историја насеља задире у средину 14. века. Гробљанска црква Светог Ђорђа не потиче, међутим, из тога доба, већ се према одликама архитектуре и живописа широко датује у период од седамдесетих година 16. до почетних деценија 17. века.
Црква се састоји од три сукцесивно настајале просторне јединице. Најстарија је источна – првобитни једнобродни, полуобличасто засведени храм са нишама олтара и протезиса, зидан каменим облуцима утапаним у блатни малтер. Недуго потом је рушењем западног зида продужен и проширен наос и направљена два улаза у цркву, један са запада а други с југа. Камени надвратник јужног улаза украшен је плиткорељефном представом крста и двема афронтираним птицама. Средином прошлог века дограђена је припрата, над којом се издиже шестострана звонара. 
Припрата је пространа, у основи правоугаона грађевина нешто шира од постојеће цркве, полуобличасто засведена, осветљена кроз узани прозор са југа и севера и два улаза са запада и југа. Припрату је средином XIX века градио – финансирао Максим Филиповић, а зидали љубински мајстори из Средачке жупе. 
Црква, али и куће у овом селу су грађене од жутог, мекшег камена. Покривена је двосливним кровом од камених шкриљаца са благо избаченим каменим венцем скромног профила који доприноси архитектонској изражајности фасаде и даје печат визуелној препознатљивости овога храма. 
Живопис је сачуван једино у најстаријем делу цркве, на њена три преостала зида. По стилским одликама веома налик целинама у Богошевцима и Готовуши, из Сиринићке жупе, зидно сликарство приписује се истим мајсторима које одликују наративност, слободан цртеж и жив колорит. Иако је сажетог формата у себи садржи циклусе Великих празника, Христовог страдања и Српских светитеља. Распоред сцена је уобичајен за време када су настале - у првој зони су стојеће фигуре светитеља у другој допојасне фигуре, у трећој Страдања Христова. Празници су у четвртој зони. Изнад Празника су, на странама свода, допојасне фигуре пророка. У своду су Вазнесење Христово, на истоку Пантократор у средини и Преображење на западу. У олтарском простору је уобичајен распоред сцена, осим што се у четвртој зони источног зида налазе попрсја Исака. Аврама и Јакова. Њега карактерише, снажан цртеж и изражајни колорит у целини и детаљима и припада иконописачкој радионици Призренске митрополије. У цркви се чувају и руске иконе из XIX века.
Радови на заштити обављени су током лета 1998. године.
- Југозападни поглед
- Крст изнад јужног портала
- Олтарски простор
- Пророци
- Силазак у Ад
- Христос
- Христос